# Qっと!サイエンス
『Qっと!サイエンス』（キュっとサイエンス）は、近畿地方と北陸地方の民間テレビ局で放送されたテレビ大阪製作の教育番組。筆頭スポンサーは関西電力。製作局のテレビ大阪では2000年4月2日から2008年3月29日まで放送。

## 概要
日常生活との繋がりが深い科学を毎回1つのテーマに沿って検証していた番組である。毎回のテーマには子供たちが親しみやすいものを選んでいた。
製作局のテレビ大阪はこの番組以前から、同じく科学をテーマにした『美しい科学・シグナス』という番組を日曜9:15枠で放送していた。番組の終了後も引き続き土曜9:30枠で石田靖司会の後継番組『かがくdeムチャミタス!』が開始された。

## 出演者

### 司会
- 酒井健治（テレビ大阪アナウンサー） - 開始当初より司会の他に、ナレーター（初代）を担当。一時期番組を降板していたが、2005年10月に復帰した。
- 穴井夕子 - 2002年まで酒井とともに司会を務めていた。
- 吉野紗香 - 2002年6月1日放送分からレギュラー入りし、以後は最終回まで司会を担当。
- 渡辺学（当時テレビ大阪アナウンサー） - 酒井が番組を降板している間、司会およびナレーター（2代目）を担当し、吉野とともに司会を務めていた。

### コメンテーター
- 大村皓一（宝塚造形芸術大学教授）
- 宮崎慶次（大阪大学名誉教授、当時近畿職業能力開発大学校校長）

## スタッフ
- ナレーター - 猪井操子（当時テレビ大阪アナウンサー、2005年10月 - ）
- プロデューサー - 西村聡（TVO）、藤本睦美（サイエンスワークス）
- ディレクター - 藤原祥仁、滝朋和、藤田充良、原田徹（ノーサイド）
- 製作 - テレビ大阪、サイエンスワークス

## ネット局
| 放送対象地域 | 放送局       | 系列           | 放送日時 | 備考                 |
| ------------ | ------------ | -------------- | --- | -------------------- |
| 大阪府       | テレビ大阪   | テレビ東京系列 | 日曜 09:00 - 09:15 （2000年4月2日 - 2000年12月） 土曜 8:45 - 9:00 （2001年1月 - 2002年3月） 土曜 9:45 - 10:00 （2002年4月 - 2002年9月） 土曜 9:30 - 9:45 （2002年10月 - 2008年3月29日） | 製作局、字幕放送実施 |
| 福井県       | 福井テレビ   | フジテレビ系列 | 月曜 16:00 - 16:15 | 8日遅れ → 9日遅れ    |
| 奈良県       | 奈良テレビ   | 独立UHF局      | 土曜 17:00 - 17:15 | 6日遅れ → 7日遅れ    |
| 滋賀県       | びわ湖放送   | 独立UHF局      | 土曜 18:45 - 19:00 | 6日遅れ → 7日遅れ    |
| 和歌山県     | テレビ和歌山 | 独立UHF局      | 土曜 18:45 - 19:00 | 6日遅れ → 7日遅れ    |
| 日本全国     | 日経CNBC     | CSチャンネル   | 日曜 14:30 - 14:42 （本放送） 土曜 17:15 - 17:27 （再放送） | 不明                 |

以上が関西電力のサービスエリア内での放送状況である。このほか、放送番組センターの配給の下、『おしゃべりQっと!サイエンス』というタイトルで過去の番組が放送されている。